# Karangmojo (Karanggayam)
Karangmojo is een bestuurslaag in het regentschap Kebumen van de provincie Midden-Java, Indonesië. Karangmojo telt 1341 inwoners (volkstelling 2010).